# فولك بيرغمان
فولك بيرغمان (بالسويدية: Folke Bergman)‏ هو مؤرخ الفن وعالم إنسان سويدي، ولد في 29 أغسطس 1902، وتوفي في 22 مايو 1946.